# Padang Bakau
Padang Bakau is een bestuurslaag in het regentschap Aceh Selatan van de provincie Atjeh, Indonesië. Padang Bakau telt 905 inwoners (volkstelling 2010).